# ו
Vav o Waw es la sexta letra del hebreo. Equivale a la wau fenicia (𐤅).

## Escritura
| Variantes | Variantes  | Variantes     | Variantes | Variantes |
| Impreso   | Impreso    | Impreso       | Cursivo   | Rashi     |
| Serif     | Sans-serif | Monoespaciado | Cursivo   | Rashi     |
| --------- | ---------- | ------------- | --------- | --------- |
| Y         | H          | W             |           |           |

La letra aparece con o sin gancho en diferentes fuentes sans-serif, por ejemplo:
- Arial, DejaVu Sans, Arimo, Open Sans: ו
- Tahoma, Noto Sans Hebreo, Alef, Heebo: ו

## Pronunciación
Vav tiene tres variantes, cada una con un valor fonémico y realización fonética diferente:
| Con niqud) | Sin niqud              | Nombre                                               | Fonema   | Ejemplo               |
| ---------- | ---------------------- | ---------------------------------------------------- | -------- | --------------------- |
| ו          | en posición inicial: ו | Vav consonántica (en hebreo: Vav itsurit ו׳ עיצורית) | /v/, /w/ | en inglés: vote, wall |
| ו          | media: וו              | Vav consonántica (en hebreo: Vav itsurit ו׳ עיצורית) | /v/, /w/ | en inglés: vote, wall |
| ו          | final: ו o יו          | Vav consonántica (en hebreo: Vav itsurit ו׳ עיצורית) | /v/, /w/ | en inglés: vote, wall |
| וּ          | ו                      | Vav shruka (ו׳ שרוקה) o Shuruq (שׁוּרוּק)               | /u/      | tu                    |
| וֹ          | ו                      | Vav chaluma (ו׳ חלומה) o Holam Male (חוֹלָם מָלֵא)       | /o/      | no                    |

En hebreo moderno, la frecuencia del uso de vav, de entre todas las letras, es de alrededor del 10%.

### Vav como consonante
La vav consonántica (ו)  generalmente representa una fricativa labiodental sonora (/v/, como la v inglesa) en asquenazí, sefardí europeo, y hebreo moderno, aunque en hebreo antiguo era una aproximante labiovelar sonora /w/.
En hebreo moderno israelí algunos préstamos y sus derivados se pronuncian con /w/, por ejemplo: ואחד /ˈwaχad/ (pero otros no, por ejemplo: ואדי /ˈvadi/).
Algunas grafías no estándares del sonido [w] a veces se encuentran en textos hebreos modernos, como la doble vav inicial de la palabra: וואללה /ˈwala/ (la doble vav a mitad de palabra es estándar y común para /v/ y /w/ o también en raras ocasiones, vav con un geresh: ו׳יליאם /ˈwiljam/.
El hebreo moderno no tiene una forma estandarizada de distinguir ortográficamente entre [v] y [w]. La pronunciación está determinada por el conocimiento previo o debe derivarse del contexto.

#### Vav con un punto encima
Vav se puede usar como mater lectionis para una vocal o, en cuyo caso se conoce como ḥolam male, que en el texto con puntos se marca como vav con un punto encima. Se pronuncia [o̞] (fonémicamente transcrito más simplemente como /o/).
La distinción normalmente se ignora, y el PUNTO HEBREO HOLAM (U+05B9) se usa en todos los casos.
La vocal se puede denotar sin la vav, con solo un punto colocado arriba y a la izquierda de la letra que señala, y entonces se llama ḥolam ḥaser. Algunas tipografías inadecuadas no soportan la distinción entre el ḥolam male ⟨וֹ /o/, la vav consonántica señalada con un ḥolam ḥaser ⟨וֺ /vo/ (compárese el ḥolam male ⟨מַצּוֹת /maˈtsot/ y la vav consonántica ḥolam ḥaser ⟨מִצְוֺת /mitsˈvot/). Para mostrar una vav consonántica con ḥolam ḥaser correctamente, el tipo de letra debe admitir la vav con el carácter combinatorio de combinación "HEBREW POINT HOLAM HASER FOR VAV" (U+05BA, &#1466;) o el carácter precompuesto וֹ U+FB4B).
Compara los tres:
1. La vav con el carácter combinado PUNTO HEBREO HOLAM: מִצְוֹת
2. La vav con el carácter combinado PUNTO HEBREO HOLAM HASER PARA VAV: מִצְוֺת
3. El personaje precompuesto: מִצְוֹת

#### Vav con un punto en el medio
Vav también se puede usar como mater lectionis para [u], en cuyo caso se conoce como shuruk y en el texto con niqud está marcado con un punto en el medio (en el lado izquierdo).
Shuruk y vav con un daguesh se ven idénticos ("וּ ) y solo se distinguen por el hecho de que en el texto con niqud, a la vav con un dagesh normalmente se le atribuye un punto vocal adicional, p.ej. שׁוּק (/ʃuk/), "un mercado", (el "וּ denota un shuruk) a diferencia de שִׁוֵּק (/ʃiˈvek/), "al mercado" (el וּ denota una vav con daguesh y además se señala con un zeire ( ֵ  ) que denota /e/). En la palabra שִׁוּוּק (/ʃiˈvuk/), "marketing", el primero ("וּ) denota una vav con daguesh y el segundo un shuruk, siendo la vocal atribuida al primero.

### Yídis
En Yidis, la letra (conocida como vov) se usa para varios propósitos ortográficos en palabras nativas:
- Solo, un solo vovו  la vocal [ u ] en yiddish estándar.
- el dígrafoוו  " tsvey vovn " ('dos vovs'), representa la consonante [ v ].
- el dígrafoוי  que consta de una vov seguida de una iud, representa el diptongo [ oj ].

El vov único se puede escribir con un punto a la izquierda cuando sea necesario para evitar ambigüedades y distinguirlo de otras funciones de la letra. Por ejemplo, la palabra vu 'dónde' se escribe וווּ  como tsvey vovn seguido de una sola vov; la única vov que indica [ u ] está marcada con un punto para distinguir cuál de las tres vovs representa la vocal. En cambio, algunos textos separan el dígrafo del único vov con una álef muda.
Los préstamos de hebreo o arameo en yiddish se escriben tal como están en su idioma de origen.

## Significado

### Valor numérico
Vav en gematría representa el número seis y cuando se usa al comienzo de los años hebreos, significa 6000 (es decir, ותשנד en números sería la fecha 6754.)

### Palabras escritas como vav
Vav al comienzo de la palabra tiene varios significados posibles:
- vav conjuntiva (Vav Hachibur, literalmente "la Vav de Conexión" - chibur significa "unir" o "reunir") conecta dos palabras o partes de una oración; es una conjunción gramatical que significa 'y'. Este es el uso más común.
- vav consecutiva (Vav Hahipuch, literalmente "la Vav de Inversión" - hipuch significa "inversión"), principalmente bíblica, se confunde comúnmente con el tipo anterior de vav; indica consecuencia de acciones e invierte el tiempo del verbo que le sigue:
  - cuando se coloca delante de un verbo en tiempo imperfecto, cambia el verbo al tiempo perfecto. Por ejemplo, yomar significa 'él dirá' y vayomar significa 'él dijo';
  - cuando se coloca delante de un verbo en perfecto, cambia el verbo al tiempo imperfecto. Por ejemplo, ahavtah significa 'tú amaste' y ve'ahavtah significa 'tú amarás'.

Nótese que el hebreo antiguo no tenía "tiempo verbal" en un sentido temporal, "perfecto" e "imperfecto" en su lugar denotaban el aspecto de una acción completa o continuante. Los tiempos verbales hebreos modernos se han desarrollado más cerca de sus contrapartes indoeuropeas, en su mayoría con una cualidad temporal en lugar de un aspecto denotativo. Como regla, el hebreo moderno no usa la forma "Vav Consecutiva".)

## Codificación
| Carácter      | ו                 | ו                 |
| ------------- | ----------------- | ----------------- |
| Unicode       | HEBREW LETTER VAV | HEBREW LETTER VAV |
| Codificación  | decimal           | hex               |
| Unicode       | 1493              | U+05D5            |
| UTF-8         | 215 149           | D7 95             |
| Ref. numérica | &#1493;           | &#x5D5;           |